# Ширија (Арад)
Ширија (рум. Şiria), односно ранији Вилагош (мађ. Világos), насеље је у Румунији у округу Арад у општини Ширија. Oпштина се налази на надморској висини од 110 m.

## Историја
Стари град Вилагош је по српском предању добило име по вилама - "Вилин град".
У средњем веку, Вилагош је припадао угарској Зарандској жупанији. Између 1404. и 1407. године, српски краљевић Дмитар Мрњавчевић био је велики жупан зарандски и кастелан града Вилагоша.
Деспот Ђурађ Бранковић је мењао град Београд за друге поседе у Угарској, међу којим и Вилагош са тврђавом. По другом извору он је Вилагош наследио од ујака српског деспота Стефана Лазаревића 1427. године. Угарски краљ Алберт је у Сегедину о Петровдану 1439. године потписао даровну диплому. По тој исправи поклањао је српском деспоту Ђурђу Вилагош, "за његове велике заслуге". Неколико година касније, деспот је повељом Вилагош поклонио 1444. године Јовану Хуњадију. Ту је 1503. године имао двор Марко Јакшић. У Вилагошу је 1774. године био празан замак.
Помиње се 1735. године граничарски капетан Цвеја у Вилагошу. Укинут је милитарски шанац Вилагош 1746. године. Када је укинита Поморишка граница српски граничари су се 1753. године из Вилагоша масовно одселили у Русију, где су засновали ново насеље са донетим називом Вилагош (Украјина).
У Вилагошу се током 18. века налазио окружни православни прота. По попису из 1776. године под протопрезвиратом вилагошким било је 25 парохија и села.
Умро је 1820. године у Вилагошу брат Саве Текелије, који пренет у Арад и тамо сахрањен. Најзнаметији мештанин био је порумуњени Србин, велики румунски национални идеолог, књижевник и новинар, академик Јован Славић (1848-1925) или Јоан Славичи.
У градићу су 1827. године одржавана четири годишња вашара.
Године 1849, 13. августа, мађарска војска под командом генерала Артура Гергеља је положила оружје пред Русима; капитилиралаSIRUTA код Вилагоша.

## Становништво
Према подацима из 2002. године у насељу је живело 8140 становника.

### Попис2002.
| Расподела становништва по националности 2002.‍ | Расподела становништва по националности 2002.‍ | Расподела становништва по националности 2002.‍ | Расподела становништва по националности 2002.‍ | Расподела становништва по националности 2002.‍ |
| --------------------------------------------- | --------------------------------------------- | --------------------------------------------- | --------------------------------------------- | --------------------------------------------- |
|                                               |                                               |                                               |                                               |                                               |
| Румуни                                        | Румуни                                        |                                               | 6.615                                         | 81,3%                                         |
| Мађари                                        | Мађари                                        |                                               | 360                                           | 4,4%                                          |
| Роми                                          | Роми                                          |                                               | 979                                           | 12,0%                                         |
| Украјинци                                     | Украјинци                                     |                                               | 20                                            | 0,2%                                          |
| Немци                                         | Немци                                         |                                               | 147                                           | 1,8%                                          |
| Словаци                                       | Словаци                                       |                                               | 7                                             | 0,1%                                          |
| Бугари                                        | Бугари                                        |                                               | 4                                             | 0,0%                                          |
| други                                         | други                                         |                                               | 6                                             | 0,1%                                          |

### Хронологија
| Година       | 1992 | 1993 | 1994 | 1995 | 1996 | 1997 | 1998 | 1999 | 2000 | 2001 | 2002 | 2003 | 2004 | 2005 | 2006 | 2007 | 2008 | 2009 | 2010 | 2011 | 2012 | 2013 | 2014 | 2015 | 2016 | 2017 |
| ------------ | ---- | ---- | ---- | ---- | ---- | ---- | ---- | ---- | ---- | ---- | ---- | ---- | ---- | ---- | ---- | ---- | ---- | ---- | ---- | ---- | ---- | ---- | ---- | ---- | ---- | ---- |
| Становништво | 8275 | 8196 | 8166 | 8176 | 8249 | 8322 | 8394 | 8423 | 8542 | 8583 | 8672 | 8713 | 8812 | 8822 | 8862 | 8917 | 8969 | 9059 | 9108 | 9110 | 9124 | 9071 | 9049 | 9062 | 9103 | 9090 |